# Cerveza Corona light
Corona Light se introdujo en Estados Unidos en 1989. Es la primera cerveza de tipo Light lager que produjo Grupo Modelo. Contiene aproximadamente 30% menos de calorías y 89,2% menos de alcohol que Corona Extra, pero con el mismo sabor; según su publicidad.
Al principio esta cerveza era producida solamente en la República Mexicana pero de venta exclusiva en los Estados Unidos, pero a partir del 2007 se introdujo a este mercado y actualmente se vende en todo México.